# HD 106887
HD 106887，又名BD+29 2275，SAO 82219、HR 4673，是一颗恒星，视星等为5.7，位于銀經197.38，銀緯82.3，其B1900.0坐标为赤經12h 12m 28.3s，赤緯+29° 82.3′ 30″。